# Dữ liệu thị trường

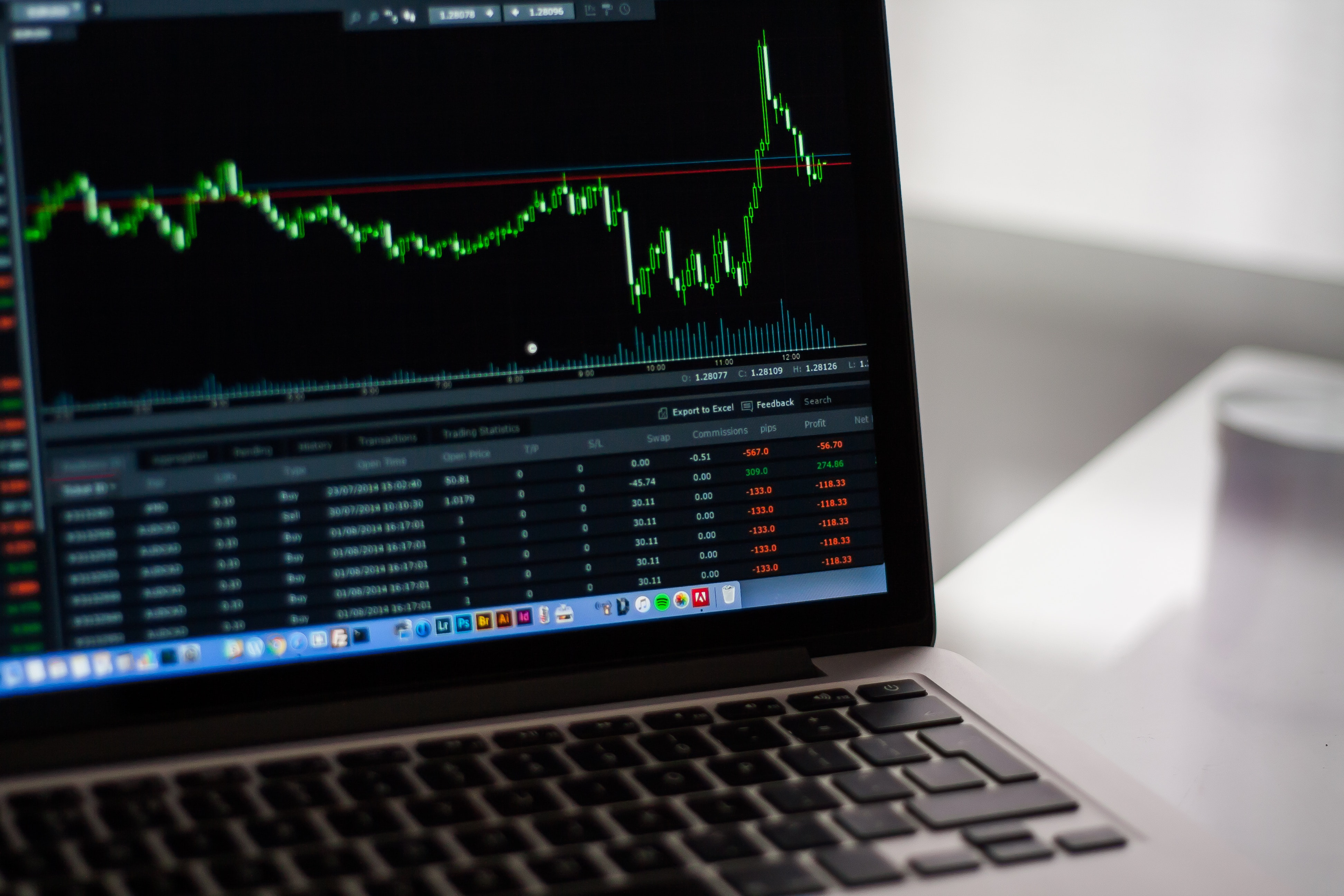
Dữ liệu thị trường được xử lý trên máy tính cá nhân

Dữ liệu thị trường (Market data) là thông số về giá và dữ liệu liên quan khác của công cụ tài chính được các sàn giao dịch (chẳng hạn như sàn giao dịch chứng khoán) thường xuyên báo cáo, cung cấp thông tin. Dữ liệu thị trường cho phép các nhà giao dịch và nhà đầu tư nắm biết thông tin, cập nhật giá mới nhất và xem xu hướng lịch sử của các công cụ như sản phẩm chứng khoán (cổ phiếu, thu nhập cố định, công cụ phái sinh và tiền tệ (thị trường ngoại hối). Dữ liệu thị trường cho một công cụ cụ thể sẽ bao gồm mã nhận dạng của công cụ đó và nơi nó được giao dịch, chẳng hạn như ký hiệu mã chứng khoán và mã giao dịch cộng với giá mua và bán mới nhất cũng như thời gian của giao dịch cuối cùng. Nó cũng có thể bao gồm các thông tin khác như khối lượng giao dịch, giá thầu và quy mô chào bán cũng như dữ liệu tĩnh về công cụ tài chính có thể đến từ nhiều nguồn khác nhau. Nó được sử dụng cùng với dữ liệu tham chiếu tài chính liên quan thường được phân phối trước dữ liệu thị trường. Có một số nhà cung cấp dữ liệu tài chính chuyên thu thập, làm sạch, đối chiếu và phân phối dữ liệu thị trường và đây đã trở thành cách phổ biến nhất mà các nhà giao dịch và nhà đầu tư có quyền truy cập vào dữ liệu thị trường. Dữ liệu thị trường là cơ sở đầu vào để thực hiện quy trình phân tích thị trường.

## Đại cương
Việc cung cấp dữ liệu giá (giá giao dịch) từ các sàn giao dịch đến người dùng, chẳng hạn như nhà giao dịch, rất nhạy cảm về mặt thời gian và liên quan đến các công nghệ chuyên dụng được thiết kế để xử lý việc thu thập và thông lượng của các luồng dữ liệu lớn được sử dụng để phân phối thông tin cho nhà giao dịch và nhà đầu tư. Tốc độ phân phối dữ liệu thị trường có thể trở nên quan trọng khi hệ thống giao dịch dựa trên việc phân tích dữ liệu trước khi những hệ thống khác có thể làm được, chẳng hạn như trong giao dịch tần suất cao. Dữ liệu giá thị trường không chỉ được sử dụng theo thời gian thực để đưa ra quyết định mua hoặc bán ngay lập tức mà dữ liệu lịch sử thị trường còn có thể được sử dụng để dự đoán xu hướng giá cả và tính toán rủi ro thị trường đối với danh mục đầu tư có thể được nắm giữ bởi một cá nhân hoặc một nhà đầu tư tổ chức. Việc cung cấp dữ liệu về giá từ các sàn giao dịch đến người dùng rất nhạy cảm về thời gian. Hệ thống phần mềm và phần cứng chuyên dụng được thiết kế để xử lý việc thu thập và thông lượng các luồng dữ liệu khổng lồ, hiển thị giá cho nhà giao dịch và cung cấp cho hệ thống giao dịch được vi tính hóa đủ nhanh để nắm bắt cơ hội trước khi thị trường thay đổi. Khi được lưu trữ, dữ liệu thị trường lịch sử là một loại dữ liệu chuỗi thời gian.
Độ trễ (Latency) là độ trễ thời gian trong việc phân phối dữ liệu theo thời gian thực, tức là độ trễ càng thấp thì tốc độ truyền dữ liệu càng nhanh. Xử lý lượng lớn dữ liệu với độ trễ tối thiểu là độ trễ thấp. Việc phân phối dữ liệu đã tăng tốc độ đáng kể kể từ năm 2010, với độ trễ "thấp" nghĩa là phân phối dưới 1 mili giây. Sự cạnh tranh về dữ liệu có độ trễ thấp ngày càng gia tăng cùng với sự gia tăng của giao dịch thuật toán và tần số cao cũng như nhu cầu về hiệu suất giao dịch cạnh tranh. Dữ liệu thị trường thường đề cập đến thời gian thực. Thuật ngữ này cũng bao gồm dữ liệu tĩnh hoặc dữ liệu tham chiếu, nghĩa là bất kỳ loại dữ liệu nào liên quan đến chứng khoán không thay đổi theo thời gian thực. Dữ liệu tham chiếu bao gồm các mã nhận dạng như mã ISIN, sàn giao dịch bảo mật giao dịch, giá cả cuối ngày, tên và địa chỉ của công ty phát hành, các điều khoản của chứng khoán (chẳng hạn như cổ tức hoặc lãi suất và thời gian đáo hạn của trái phiếu) và các hành động còn tồn đọng của công ty (chẳng hạn như việc chia cổ phiếu đang chờ xử lý hoặc phiếu bầu ủy quyền) liên quan đến chứng khoán. Mặc dù dữ liệu về giá thường bắt nguồn từ các sàn giao dịch, nhưng dữ liệu tham chiếu thường bắt nguồn từ nhà phát hành. Trước khi các nhà đầu tư và nhà giao dịch nhận được giá hoặc dữ liệu tham chiếu cập nhật, nhà cung cấp dữ liệu tài chính có thể định dạng lại, sắp xếp và cố gắng sửa các ngoại lệ rõ ràng do nguồn cấp dữ liệu hoặc các lỗi dựa trên việc thu thập theo thời gian thực khác.